# John Butler (baloncestista)
John Erik Butler Jr. (Greenville, Carolina del Sur; 4 de diciembre de 2002) es un jugador de baloncesto estadounidense que pertenece a la plantilla de los Capital City Go-Go. Con 2,13 metros de estatura, juega en la posición de ala-pívot.

## Trayectoria deportiva

### Universidad
Jugó una temporada con los Seminoles de la Universidad Estatal de Florida, en la que promedió 5,9 puntos, 3,2 rebotes y 1,2 tapones por partido. Al término de esa temporada declaró elegible para el draft de la NBA y optó por renunciar a su elegibilidad universitaria restante.

#### Estadísticas
| Año     | Equipo        | PJ | PT | MPP  | %TC  | %3P  | %TL  | RPP | APP | ROB | TPP | PPP |
| ------- | ------------- | -- | -- | ---- | ---- | ---- | ---- | --- | --- | --- | --- | --- |
| 2021–22 | Florida State | 31 | 24 | 19.0 | .416 | .393 | .440 | 3.2 | .7  | .4  | 1.2 | 5.9 |

### Profesional
Tras no ser elegido en el Draft de la NBA de 2022, disputó las ligas de verano de la NBA con los New Orleans Pelicans, con los que el 3 de octubre firmó un contrato dual, pero fue despedido unos días más tarde.
El 17 de octubre firmó un nuevo contrato dual, esta vez con los Portland Trail Blazers. Debutó en la NBA el 5 de noviembre, en un partido ante los Phoenix Suns, logrando dos puntos, un rebote y un tapón en nueve minutos de juego.
El 26 de febrero de 2023, fue asignado a los Stockton Kings de la G League, hasta final de temporada.
En julio de 2023 firmó un nuevo contrato dual con los Blazers, pero el 21 de octubre fue cortado del equipo. Dos días después, firmó un contrato dual con los Washington Wizards. Fue despedido el 8 de diciembre, tras disputar tan solo ocho partidos con los Capital City Go-Go.
El 13 de octubre de 2024 firma de nuevo con los Wizards, siendo cortado seis días más tarde. El 28 de octubre se une a los Go-Go.

## Estadísticas de su carrera en la NBA

### Temporada regular
| Año     | Equipo   | PJ | PT | MPP  | %TC  | %3P  | %TL  | RPP | APP | ROB | TPP | PPP |
| ------- | -------- | -- | -- | ---- | ---- | ---- | ---- | --- | --- | --- | --- | --- |
| 2022-23 | Portland | 19 | 1  | 11.6 | .321 | .229 | .750 | .9  | .6  | .4  | .5  | 2.4 |
| Total   | Total    | 19 | 1  | 11.6 | .321 | .229 | .750 | .9  | .6  | .4  | .5  | 2.4 |